# Lotta Furebäck
Ann-Charlotte "Lotta" Elisabeth Furebäck, född 6 mars 1967 i Norrköpings Sankt Olai församling, Östergötlands län, är en svensk dansare, koreograf och regissör. 

## Biografi
Lotta Furebäck började dansa som 3-åring och gick på dansgymnasium. Som ung var hon svensk juniormästarinna i latinamerikansk dans. Har dansat i gruppen BouncE och i över 600 Joe Laberoshower. Hon har även dansat bakom många stora artister, till exempel Carola Häggkvist.  
På TV har man kunnat se Furebäck i Fame Factory och Floor Filler. Hon har även arbetat år i italiensk TV.
Lotta Furebäck bor på Ekerö med sin fästman Chris Lindh, före detta sångare i Barbados, och dottern Amanda.